# غلامعلی اویسی
ارتشبد غلامعلی اویسی (زاده ۱۲۹۷ – درگذشته ۱۸ بهمن ۱۳۶۲) ارتشبد نیروی زمینی شاهنشاهی و فرمانده آن نیرو طی سالهای ۱۳۵۱ تا ۱۳۵۷ بود. وی در سال ۱۳۴۸ فرماندهی ژاندارمری ایران را نیز بر عهده داشت. اویسی فرماندار نظامی تهران در زمان تظاهرات ۱۷ شهریور ۱۳۵۷ بود.
اویسی در دولت نظامی ارتشبد ازهاری که از ۱۵ آبان تا ۱۱ دی ۱۳۵۷ به طول انجامید، وزیر کار و امور اجتماعی بود.
وی نهایتاً در ۱۴ دی‌ماه ۱۳۵۷ تقاضای بازنشستگی کرد و بنابر اخبار منتشره در مطبوعات، برای معالجه به خارج از کشور رفت و حدود ۵ سال بعد، در بهمن‌ماه ۱۳۶۲ توسط اعضای جدایی‌طلبان باسک اسپانیا در پاریس ترور شد.
```
محسن
 رفیق‌دوست در تاریخ ۱۸ اسفند ۱۴۰۳ در گفت‌وگو با برنامه «تاریخ شفاهی دیده‌بان ایران» اعتراف کرد که شخصا «سفارش قتل» چند نفر از مخالفان جمهوری اسلامی ایران در خارج از کشور را «فرماندهی» کرده است. 
محسن رفیق دوست، اولین وزیر سپاه پاسداران و رئیس پیشین بنیاد مستضعفان فاش کرد که ترور تیمسار غلامعلی اویسی، فریدون فرخزاد، شاپور بختیار و شهریار شفیق (پسر اشرف پهلوی) از طرف جمهوری اسلامی سازماندهی شده بود.
 
او اعتراف کرد که بخشی از عوامل اجرایی ترور مخالفان حکومت ایران از اعضای جدایی‌طلبان باسک اسپانیا بودند که در ازای دریافت پول اقدام به ترور مخالفان کرده‌اند.
 او همچنین نقش محسن رضایی، فرمانده سابق سپاه پاسداران در این ترورها را تایید کرد. 
[
۲
]
```

## زندگی‌نامه
ارتشبد اویسی سال ۱۲۹۷ خورشیدی در روستای فردوی قم به دنیا آمد. او در سال ۱۳۱۵ دوره شش ساله دبیرستان نظام مرکز و در سال ۱۳۱۷ دوره دانشکده افسری را به پایان رساند. اویسی درسال‌های ۱۳۱۷ تا ۱۳۳۱ در مشاغل گوناگون نظامی (فرماندهی گروهان و گردان و آموزشگاه گروهبانی لشکر ۲، ریاست شعبه بازرسی دژبان مرکز و فرماندهی هنگ ۵۲ دژبان) قرار داشت و در سال ۱۳۳۲ فرمانده هنگ ۱۶ تیپ کازرون بود. پس از کودتای ۲۸ مرداد ۱۳۳۲ اویسی به دریافت نشان درجه ۲ رستاخیز نایل شد و به تدریج ترقی وی نیز در هرم دیوانسالاری نظامی آغاز شد. او پس از طی دوره دانشگاه جنگ در تهران و دوره ستاد و فرماندهی در آمریکا در سال ۱۳۳۹ به ریاست ستاد گارد و در سال ۱۳۴۱ به فرماندهی لشکر یک گارد رسید.
او در سال ۱۳۴۸ فرماندهی ژاندارمری کل کشور و در سال ۱۳۵۱ فرماندهی نیروی زمینی ارتش را به عهده داشت. اویسی در جریان انقلاب اسلامی از جمله هنگام کشتار ۱۷ شهریور ۱۳۵۷ بار دیگر در سمت فرماندار نظامی تهران قرار گرفت و به علت موقعیتش در راس نیروی زمینی، فرمانداری نظامی سایر شهرها را نیز زیر کنترل داشت.

## نقش در واقعه ۱۵ خرداد ۱۳۴۲
اویسی در ۱۳۴۱ به فرماندهی لشکر یک گارد رسید و در همین سمت بود که به عنوان فرماندار نظامی تهران به سرکوب قیام‌کنندگان تظاهرات ۱۵ خرداد ۱۳۴۲ دست زد.

## نقش در ۱۷ شهریور ۱۳۵۷
اویسی در جریان انقلاب بار دیگر عهده‌دار سمت فرماندار نظامی تهران و حومه شد. وی عامل کشتار ۱۷ شهریور تهران شناخته شد و به علت موقعیتش در رأس نیروی زمینی، فرمانداری نظامی سایر شهرها را نیز تحت کنترل داشت.
او کمی بعد از تظاهرات ۱۷ شهریور به محمد باهری گفته بوده است که شلیک به معترضان و کشتار آنها از سوی مجاهدان و فلسطینی ها بوده که به نام سربازان ارتش تمام شد.

## خروج از کشور و فعالیت
او در ۱۴ دی ۱۳۵۷ پس از ۴۲ سال خدمت، به بهانه معالجه تقاضای بازنشستگی نمود و رهسپار پاریس شده به شبکه‌ای پیوست که با همراهی بهرام آریانا، اشرف پهلوی، رضا پهلوی و علی امینی سرگرم طرح نقشه کودتا در ایران بودند. آنها اقدام به تشکیل «ارتش آزادیبخش ایران» کردند. در چهارچوب این ارتش یک گروه نظامی در ترکیه پشت مرزهای ایران، و یک گروه نیز در آن سوی مرزهای عراق تدارک دیده شدند.
بنا به ادعای پرویز خسروانی قائم مقام اویسی در «ارتش آزادیبخش ایران» واقع در عراق، آنها فرصت‌های خوبی برای نجات ایران داشتند که با تعلل اویسی از بین رفت. بنا به روایت خسروانی، اویسی در پاسخ به اعتراض او درباره تعلل گفته است: کارتر اجازه نمی‌دهد. خسروانی همچنین مدعی شده است زمانی که قصد خروج از عراق و پیوستن به شاه را داشته است اویسی تلاش داشته جلوی او را بگیرد و به او گفته: راه ما از راه شاه جداست.
نام ارتشبد غلامعلی اویسی با ذکر مبلغ دویست و هشتاد میلیون تومان در بین خارج کنندگان ارز بود که به‌طور ناگهانی از کشور خارج شد

## ترور
غلامعلی اویسی در ۱۸ بهمن ۱۳۶۲ در پاریس به همراه برادرش غلامحسین با شلیک گلوله به سر ترور شد.  محسن رفیق‌دوست در تاریخ ۱۸ اسفند ۱۴۰۳ در گفت‌وگو با برنامه «تاریخ شفاهی دیده‌بان ایران» اعتراف کرد که شخصا «سفارش قتل» چند نفر از مخالفان جمهوری اسلامی ایران در خارج از کشور را «فرماندهی» کرده است. محسن رفیق دوست، اولین وزیر سپاه پاسداران و رئیس پیشین بنیاد مستضعفان فاش کرد که ترور تیمسار غلامعلی اویسی، فریدون فرخزاد، شاپور بختیار و شهریار شفیق (پسر اشرف پهلوی) از طرف جمهوری اسلامی سازماندهی شده بود. او اعتراف کرد که بخشی از عوامل اجرایی ترور مخالفان حکومت ایران از اعضای جدایی‌طلبان باسک اسپانیا بودند که در ازای دریافت پول اقدام به ترور مخالفان کرده‌اند. او همچنین نقش محسن رضایی، فرمانده سابق سپاه پاسداران در این ترورها را تایید کرد.

## مدال‌ها
- نشان لیاقت - درجه ۱ و ۲ و ۳
- نشان افتخار - درجه ۱ و ۲ و ۳
- نشان همایون - درجه ۱
- نشان تاج - درجه ۳
- نشان سپاس - درجه ۱
- نشان خدمت - درجه ۱ و ۲ و ۳
- نشان تقدیر ورزشی - درجه ۱
- نشان پاس - درجه ۱ و ۲
- نشان سنتو
- نشان رستاخیز - درجه ۱
- نشان عالی تیر - درجه ۱
- نشان ۲۵ امین سال سلطنت
- نشان تاجگذاری ۱۳۴۶
- نشان ۵۰ امین سال سلطنت پهلوی
- نشان جشن‌های ۲۵۰۰ ساله شاهنشاهی
- نشان اصلاحات ارضی - درجه ۳
- آجودان لشکری شاه